# Église Saint-Just de Saint-Just-Luzac
L'église Saint-Just est une église située à Saint-Just-Luzac, dans le département français de la Charente-Maritime en région Nouvelle-Aquitaine.

## Historique
Cette église, succédant à un ancien sanctuaire roman, est édifiée à partir du XVe siècle, sous l'impulsion des abbesses Jeanne de Villard et Anne de Rohan. C'est à l'époque, l'un des plus importants chantiers de la région, avec celui de l'église de Marennes. Cette église est un des rares exemples du style gothique flamboyant en Saintonge. 
D'emblée, ses dimensions impressionnent : l'église mesure 41 mètres dans toute sa longueur, 17 mètres de largeur, et 12 mètres de hauteur sous voûte. Elle est formée d'un triple vaisseau éclairé par de larges baies, coupé d'un transept et d'un large chœur gothique, probablement inachevé. Au-dessus de la nef, les combles furent aménagés afin de prévenir d'éventuels troubles et de pouvoir y loger femmes et enfants. On y accède par un escalier, situé au nord de l'église. Celui-ci est surmonté d'une échauguette, datant du XVe siècle. 
L'aspect extérieur surprend un peu par l'absence de clocher : la construction de celui-ci, qui aurait dû être bâti sur le modèle de celui de Marennes, a en effet été interrompue par les guerres de religion. Un porche, qui aurait dû lui servir de base, est situé à l'ouest. Son originalité réside dans la forme triangulaire que ses bâtisseurs lui ont donné : unique dans la région, il pourrait avoir été inspiré par les porches polygonaux de certaines églises normandes.
L'église est classée au titre des monuments historiques par arrêté de 1910.

## Galerie

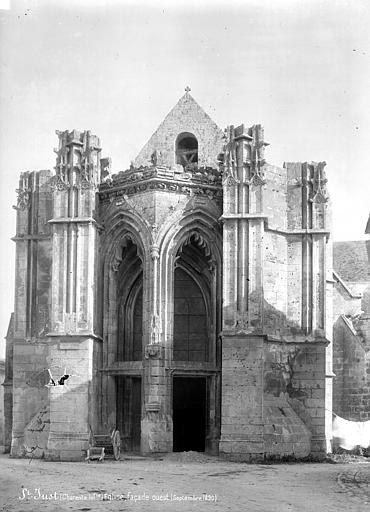
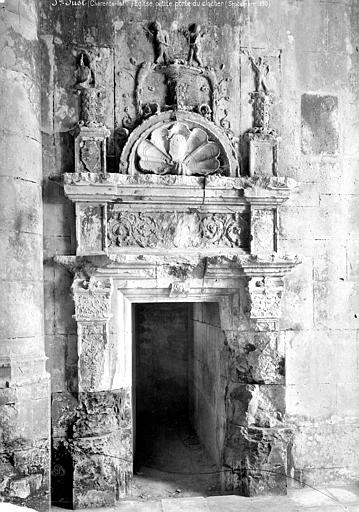
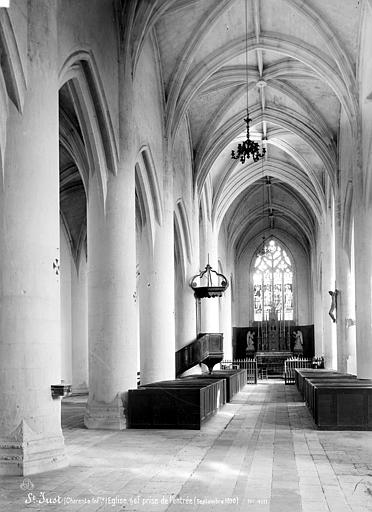